# Klaverbladknooppunt

Schematisch weergegeven klaverblad

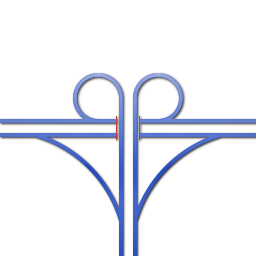
Half klaverbladknooppunt. Om het weefvak te voorkomen, wordt echter meestal de voorkeur gegeven aan een trompetknooppunt, tenzij uitbreiding naar een volledig klaverbladknooppunt voorzien is.

Een klaverbladknooppunt is een knooppunt met een volledig ongelijkvloerse verbinding tussen twee kruisende wegen of autosnelwegen. Het klaverblad dankt zijn naam aan zijn vorm, die vanuit de lucht gezien lijkt op een klavertjevier.

## Algemeen
De oplossing om een knooppunt in de vorm van een klaverblad aan te leggen wordt steeds minder toegepast door de beperkte capaciteit van de verbindingsweg (lage snelheid door kleine boogstraal), de beperkte capaciteit van de weefvakken, de vier elkaar snel opvolgende afritten, en het indirecte links afslaan.

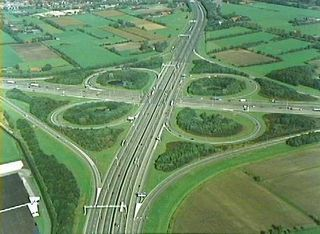
Klaverblad Hoevelaken rond 1995 (bron:Rijkswaterstaat)

Daar staat tegenover dat een klaverblad relatief goedkoop is om aan te leggen en de automobilist de mogelijkheid geeft om te keren. De reden waarom het klaverblad relatief goedkoop is, is dat er slechts één civieltechnisch kunstwerk (viaduct of onderdoorgang) nodig is, namelijk voor de kruisende autosnelwegen, aangezien de verbindingswegen elkaar niet kruisen.
Volledig kruisingsvrij is een klaverblad niet. Het verkeer dat van zuid naar west rijdt, komt eerst in een weefvak met het verkeer dat van west naar noord rijdt en na de bocht in een weefvak met het verkeer dat van oost naar zuid rijdt. Zo een weefvak is een gelijkvloerse kruising. Men hoeft niet per se te kruisen, men kan ook verder doorrijden door de volgende lus (zodat men weer terugkeert). Bij modernere klaverbladen worden de weefvakken vermeden door twee van de lussen te vervangen door een brug die over de centrale brug leidt. Men spreekt dan van een klaverturbine, een combinatie van een turbineknooppunt en een klaverblad. Er is dan een extra kunstwerk nodig en de directe keermogelijkheid is vervallen.
Motorrijders gebruiken een klaverblad weleens om snel bochten te kunnen rijden. Ze rijden dan steeds weer door de lussen. Aangezien het een snelweg is, mag dat met hoge snelheid, wat als een sportieve belevenis wordt ervaren.
In België wordt vaak gesproken over het klaverblad Lummen. De benaming klaverblad klopt niet, omdat dit slechts een zwevende rotonde was, waarbij de E313 en E314 elkaar ongelijkvloers kruisen. Sinds 2007 is Lummen omgebouwd tot een volwaardig turbineknooppunt, een veiligere oplossing voor een druk knooppunt.

## Geschiedenis
In 1916 werd in de Verenigde Staten voor het eerst patent aangevraagd voor het klaverblad. Voorlopig werd er echter nog geen exemplaar in de praktijk gebouwd. Ruim tien jaar later tekende de Zwitser Willy Sarbach onafhankelijk hiervan eenzelfde soort ontwerp. In 1928 kreeg hij patent, maar de bouw van een klaverblad liet nog op zich wachten. In het midden van de jaren 1920 was de U.S. Route 1 reeds een zeer drukke weg. (Drukke snelwegen in de Randstad hebben anno 2010 een intensiteit van rond de 100.000 voertuigen per dag). De US-1 was weliswaar kruisingsvrij, maar aan de drukste aansluitingen ontstonden desondanks regelmatig files en ongevallen. In 1929 werd in Woodbridge, New Jersey, aan de US-1 ’s werelds eerste klaverblad in gebruik genomen. De ontwerper Edward Delano verklaarde dat hij het idee voor de oplossing kreeg door de manier waarop men het verkeer had aangepakt in de stad Buenos Aires. Daar had men het probleem van verstopte kruisingen opgelost door het rechtsafslaande verkeer (in Argentinië werd toen links gereden) drie maal linksaf te laten slaan.
Met de nodige propaganda werd in de jaren 1930 in Duitsland de bouw van Reichsautobahnen ter hand genomen. In 1938 werd in de buurt van Leipzig het eerste klaverblad in Europa in gebruik genomen. Het zou nog tot lang na de Tweede Wereldoorlog duren voordat in Nederland en België dit voorbeeld gevolgd werd. Het Knooppunt Badhoevedorp bij Schiphol werd in 1967 opengesteld en was het eerste voorbeeld van een klaverblad in Nederland.

## Lijst van klaverbladknooppunten

### Nederland
- Knooppunt Drachten
- Knooppunt Gorinchem
- Knooppunt Heerenveen
- Knooppunt Hoevelaken
- Knooppunt Holsloot
- Knooppunt Hoogeveen
- Knooppunt Kunderberg (onvolledig)
- Knooppunt Ressen
- Knooppunt Zaarderheiken

### België
- Knooppunt Aalbeke
- Knooppunt Brugge
- Knooppunt Hoog-Itter
- Knooppunt Marquain
- Knooppunt Moorsele

### Duitsland
- Kreuz Aachen
- Kreuz Bochum
- Kreuz Dortmund-West
- Kreuz Dortmund/Unna
- Frankfurter Kreuz
- Kreuz Kamp-Lintfort
- Kreuz Lübeck
- Kreuz Oberhausen
- Offenbacher Kreuz
- Kreuz Schüttorf
- Wiesbadener Kreuz
- Kreuz Wuppertal-Nord